# Neuberg
Neuberg település Németországban, Hessen tartományban. Lakosainak száma 5532 fő (2023. december 31.).

## Népesség
A település népességének változása:
| Lakosok száma | 5229 | 5391 | 5416 | 5389 | 5505 | 5532 |
|               | 2014 | 2017 | 2019 | 2021 | 2022 | 2023 |